# Esik az eső, hajlik a vessző
A Esik az eső, hajlik a vessző kezdetű magyar népdalt Volly István gyűjtötte a Pest-Pilis-Solt-Kiskun vármegyei Peregen 1933-ban.
Feldolgozás:
| Szerző        | Mire                | Mű                           |
| ------------- | ------------------- | ---------------------------- |
| Ludvig József | ének, gitárakkordok | Kis kacsa fürdik…, 22. oldal |

## Kotta és dallam
| Esik az eső, hajlik a vessző, haragszik a katona, mert megázik a lova. | Ne haragudj, katona, majd kisüt a napocska, megszárad a lovacska. |

Ugyanez a dallam más szöveggel közismert gyerekdal:
| Ha én cica volnék, száz egeret fognék, de én cica nem vagyok, egeret sem foghatok. | { << \relative c' { \key c \major \time 2/4 \repeat volta 2 { g'8 g g a g4 e } } \addlyrics { Ha én ci -- ca vol -- nék, } \addlyrics { száz e -- ge -- ret fog -- nék, } >> } |

## Felvételek
- Esik az eső, hajlik a vessző. Ovitévé  YouTube (2012. szeptember 11.)  (Hozzáférés: 2016. augusztus 5.) (audió)
- Ha én cica volnék. Ovitévé  YouTube (2015. június 23.)  (Hozzáférés: 2017. június 17.) (videó)
- Ha én cica volnék. Ovitévé  YouTube (2012. szeptember 11.)  (Hozzáférés: 2017. június 17.) (audió)
- A népszokások dallamai 15. d Ha én cica volnék. Rajeczky Benjamin  YouTube (1982. március 27.)  (Hozzáférés: 2017. június 17.) (audió)